# Estrúmica
Estrúmica (em macedónio: Струмица; romaniz.: Strumica) é a maior cidade  no leste da Macedônia do Norte, perto da fronteira com a Bulgária. Cerca de 150 000 pessoas vivem na região em torno da cidade. Estrúmica é a sede do município homónimo.
É a cidade natal da vidente Baba Vanga.

## População
Estrúmica tem uma população de 54.676.[carece de fontes?]
- Macedônios - 50258 / 91,9%
- Turcos - 3754 / 6,8%
- Outros - 1,3%

## Economia
Estrúmica é o principal centro agrícola na Macedónia do Norte. Tem fábricas têxteis e uma rede de comércio desenvolvido.[carece de fontes?]

## História
Possui vários monumentos e igrejas da época medieval.